# Union Centroamericana de Fútbol
De Union Centroamericana de Fútbol (Centraal-Amerikaanse Voetbal Unie), meestal afgekort tot UNCAF, is een voetbalconfederatie die de voetbalbonden van de Centraal-Amerikaanse landen Belize, Costa Rica, El Salvador, Guatemala, Honduras, Nicaragua en Panama omvat. De UNCAF is onderdeel van de CONCACAF, de voetbalconfederatie van Noord- en Centraal-Amerika en de Caraïben.
Het belangrijkste toernooi dat de UNCAF organiseert is de Copa Centroamericana voor landenteams. De Copa Interclubes UNCAF voor clubteams is sinds 2007 niet meer verspeeld.

## Leden
| Nationaal team | Voetbalbond                |
| -------------- | -------------------------- |
| Costa Rica     | Costa Ricaanse voetbalbond |
| Honduras       | Hondurese voetbalbond      |
| El Salvador    | Salvadoraanse voetbalbond  |
| Guatemala      | Guatemalteekse voetbalbond |
| Panama         | Panamese voetbalbond       |
| Belize         | Belizaanse voetbalbond     |
| Nicaragua      | Nicaraguaanse voetbalbond  |

## Competities
Landen
- Copa Centroamericana

Clubs
- Copa Interclubes UNCAF
- UNCAF Clubkampioenschap voor vrouwen